# Up in It
Up in It – drugi album amerykańskiej grupy rockowej The Afghan Whigs. Został wydany w 1990 roku i jest pierwszym wydawnictwem zespołu w wytwórni Sub Pop. Album w formie kasety magnetofonowej oraz płyty gramofonowej nie zawierał żadnych piosenek z poprzedniego albumu, „Big Top Halloween”, natomiast pojawiła się na nim piosenka „Now We Can Begin”, która z kolei nie znalazła się na płycie kompaktowej wydawnictwa.

## Lista piosenek
Wszystkie piosenki zostały napisane przez Grega Dulliego, wyjątki zostały odnotowane.
1. „Retarded” (Dulli, McCollum) – 3:25
2. „White Trash Party” – 3:05
3. „Hated” – 3:37
4. „Southpaw” – 3:20
5. „Amphetamines and Coffee” (Kopasz) – 1:55
6. „Now We Can Begin” – 2:43 (kaseta/winyl) lub „Hey Cuz” (na CD) - 3:49
7. „You My Flower” – 3:48
8. „Son of the South” – 4:12
9. „I Know Your Little Secret” – 4:22
10. „Big Top Halloween” (Dulli, Curley) – 3:31 (tylko na CD)
11. „Sammy” (Dulli, Curley) – 3:15 (tylko na CD)
12. „In My Town” (Dulli, Curley) – 2:59 (tylko na CD)
13. „I Am the Sticks” – 4:19 (tylko na CD)